# Natural (singel Imagine Dragons)
„Natural” – singel amerykańskiego zespołu Imagine Dragons. Utwór został wydany 17 lipca 2018 roku jako pierwszy singel promujący album grupy pt. Origins. Twórcami tekstu piosenki są Dan Reynolds, Ben McKee, Justin Drew Tranter, Daniel Platzman, Wayne Sermon oraz Mattias Larsson i Robin Fredriksson, którzy odpowiadają również za jego produkcję (Mattman & Robin).
Zespół wykonał utwór po raz pierwszy na żywo 19 lipca 2018 roku w programie Jimmy Kimmel Live!. Do singla został nakręcony teledysk, którego premiera odbyła się 24 sierpnia 2018 roku.
Nagranie w Polsce uzyskało status czterokrotnie platynowej płyty.

## Notowania
| Lista przebojów (2018)                 | Najwyższa pozycja |
| -------------------------------------- | ----------------- |
| Australia (Top 50 Singles)             | 28                |
| Austria (Ö3 Austria Top 40)            | 20                |
| Belgia (Ultratop 50 Singles, Flandria) | 5                 |
| Belgia (Ultratop 50 Singles, Walonia)  | 47                |
| Czechy (Singles Digitál Top 100)       | 2                 |
| Francja (Top Singles & Titres)         | 55                |
| Hiszpania (PROMUSICAE)                 | 86                |
| Holandia (Single Top 100)              | 17                |
| Irlandia (Singles Chart)               | 35                |
| Kanada (Billboard Canadian Hot 100)    | 20                |
| Niemcy (Media Control Charts)          | 33                |
| Norwegia (VG-lista)                    | 9                 |
| Polska (AirPlay – Top)                 | 4                 |
| Portugalia (AFP)                       | 5                 |
| Rosja Airplay (Tophit)                 | 4                 |
| Słowacja (Singles Digitál Top 100)     | 4                 |
| Słowenia (SloTop50)                    | 42                |
| Stany Zjednoczone (Hot 100)            | 13                |
| Szwajcaria (Singles Top 100)           | 3                 |
| Szwecja (Sverigetopplistan)            | 67                |
| Węgry (Single (track) Top 40 lista)    | 10                |
| Wielka Brytania (UK Singles Chart)     | 54                |
| Włochy (FIMI)                          | 55                |